# Akademické mistrovství světa v orientačním běhu 2002
13. Akademické mistrovství světa v orientačním běhu proběhlo v Bulharsku ve dnech 20. až 25. srpna 2002. Centrem závodů AMS byla Varna.
Závodů se zúčastnilo celkem 166 závodníků (87 mužů a 79 žen) z 25 zemí.

## Program závodů
Program mistrovství světa:
| Den       | Závod         | Centrum závodu |
| --------- | ------------- | -------------- |
| 21. srpen | klasická trať |                |
| 23. srpen | krátká trať   |                |
| 24. srpen | štafety       |                |

## Závod na klasické trati (Classic)
| Zkrácené výsledky                                                                                     | Zkrácené výsledky                                                                                     | Zkrácené výsledky                                                                                     | Zkrácené výsledky                                                                                     | Zkrácené výsledky                                                                                    | Zkrácené výsledky                                                                                    | Zkrácené výsledky                                                                                    | Zkrácené výsledky                                                                                    |
| Muži                                                                                                  | Muži                                                                                                  | Muži                                                                                                  | Muži                                                                                                  | Ženy                                                                                                 | Ženy                                                                                                 | Ženy                                                                                                 | Ženy                                                                                                 |
| --- | --- | --- | --- | --- | --- | --- | --- |
| - Traťové parametry: 14,0 km, 280 m převýšení, 25 kontrol. - Mapa: 1 : 15 000, E = 5 m - 84 závodníků | - Traťové parametry: 14,0 km, 280 m převýšení, 25 kontrol. - Mapa: 1 : 15 000, E = 5 m - 84 závodníků | - Traťové parametry: 14,0 km, 280 m převýšení, 25 kontrol. - Mapa: 1 : 15 000, E = 5 m - 84 závodníků | - Traťové parametry: 14,0 km, 280 m převýšení, 25 kontrol. - Mapa: 1 : 15 000, E = 5 m - 84 závodníků | - Traťové parametry: 9,25 km, 185 m převýšení, 18 kontrol. - Mapa: 1 : 15 000, E = 5 m - 75 závodnic | - Traťové parametry: 9,25 km, 185 m převýšení, 18 kontrol. - Mapa: 1 : 15 000, E = 5 m - 75 závodnic | - Traťové parametry: 9,25 km, 185 m převýšení, 18 kontrol. - Mapa: 1 : 15 000, E = 5 m - 75 závodnic | - Traťové parametry: 9,25 km, 185 m převýšení, 18 kontrol. - Mapa: 1 : 15 000, E = 5 m - 75 závodnic |
| Umístění                                                                                              | Jméno                                                                                                 | Čas                                                                                                   | Ztráta                                                                                                | Umístění                                                                                             | Jméno                                                                                                | Čas                                                                                                  | Ztráta                                                                                               |
| Zlatá medaile                                                                                         | Emil Wingstedt                                                                                        | 1:26:59                                                                                               | | Zlatá medaile                                                                                        | Martina Rákayová                                                                                     | 1:04:34                                                                                              | |
| Stříbrná medaile                                                                                      | Ilkka Leppavuori                                                                                      | 1:27:37                                                                                               | +0:38                                                                                                 | Stříbrná medaile                                                                                     | Bodil Holmström                                                                                      | 1:09:08                                                                                              | +4:34                                                                                                |
| Bronzová medaile                                                                                      | Oli Johnson                                                                                           | 1:28:23                                                                                               | +1:24                                                                                                 | Bronzová medaile                                                                                     | Marte Balchen                                                                                        | 1:09:13                                                                                              | +4:39                                                                                                |
| 4 | Ingo Horst                                                                                            | 1:28:58                                                                                               | +1:59                                                                                                 | 4 | Laura Scaravonati                                                                                    | 1:10:21                                                                                              | +5:47                                                                                                |
| 5 | Christian Ott                                                                                         | 1:29:22                                                                                               | +2:23                                                                                                 | 5 | Zuzana Macúchová                                                                                     | 1:11:05                                                                                              | +6:31                                                                                                |
| 6 | Pavel Naumov                                                                                          | 1:31:37                                                                                               | +4:38                                                                                                 | 6 | Nataliya Potopalska                                                                                  | 1:11:27                                                                                              | +6:53                                                                                                |

## Závod na krátké trati (Short)
| Zkrácené výsledky                                                                                      | Zkrácené výsledky                                                                                      | Zkrácené výsledky                                                                                      | Zkrácené výsledky                                                                                      | Zkrácené výsledky                                                                                     | Zkrácené výsledky                                                                                     | Zkrácené výsledky                                                                                     | Zkrácené výsledky                                                                                     |
| Muži                                                                                                   | Muži                                                                                                   | Muži                                                                                                   | Muži                                                                                                   | Ženy                                                                                                  | Ženy                                                                                                  | Ženy                                                                                                  | Ženy                                                                                                  |
| --- | --- | --- | --- | --- | --- | --- | --- |
| - Traťové parametry: 4,625 km, 225 m převýšení, 15 kontrol. - Mapa: 1 : 10 000, E = 5 m - 48 závodníků | - Traťové parametry: 4,625 km, 225 m převýšení, 15 kontrol. - Mapa: 1 : 10 000, E = 5 m - 48 závodníků | - Traťové parametry: 4,625 km, 225 m převýšení, 15 kontrol. - Mapa: 1 : 10 000, E = 5 m - 48 závodníků | - Traťové parametry: 4,625 km, 225 m převýšení, 15 kontrol. - Mapa: 1 : 10 000, E = 5 m - 48 závodníků | - Traťové parametry: 3,775 km, 190 m převýšení, 12 kontrol. - Mapa: 1 : 10 000, E = 5 m - 48 závodnic | - Traťové parametry: 3,775 km, 190 m převýšení, 12 kontrol. - Mapa: 1 : 10 000, E = 5 m - 48 závodnic | - Traťové parametry: 3,775 km, 190 m převýšení, 12 kontrol. - Mapa: 1 : 10 000, E = 5 m - 48 závodnic | - Traťové parametry: 3,775 km, 190 m převýšení, 12 kontrol. - Mapa: 1 : 10 000, E = 5 m - 48 závodnic |
| Umístění                                                                                               | Jméno                                                                                                  | Čas | Ztráta                                                                                                 | Umístění                                                                                              | Jméno                                                                                                 | Čas                                                                                                   | Ztráta                                                                                                |
| Zlatá medaile                                                                                          | Thierry Gueorgiou                                                                                      | 27:28                                                                                                  | | Zlatá medaile                                                                                         | Anu Kopra                                                                                             | 31:16                                                                                                 | |
| Stříbrná medaile                                                                                       | Kim Fagerudd                                                                                           | 28:40                                                                                                  | +1:12                                                                                                  | Stříbrná medaile                                                                                      | Karin Schmalfeld                                                                                      | 31:19                                                                                                 | +0:03                                                                                                 |
| Bronzová medaile                                                                                       | Marc Lauenstein                                                                                        | 29:27                                                                                                  | +1:59                                                                                                  | Bronzová medaile                                                                                      | Vendula Klechová                                                                                      | 33:14                                                                                                 | +1:58                                                                                                 |
| 4 | Nikolai Dimitrov                                                                                       | 29:32                                                                                                  | +2:04                                                                                                  | 4 | Luise Kaerger                                                                                         | 33:35                                                                                                 | +2:19                                                                                                 |
| 5 | Donatus Schnyder                                                                                       | 30:30                                                                                                  | +3:02                                                                                                  | 5 | Dana Brožková                                                                                         | 33:47                                                                                                 | +2:31                                                                                                 |
| 6 | Oli Johnson                                                                                            | 30:32                                                                                                  | +3:04                                                                                                  | 6 | Livia Seemann                                                                                         | 33:57                                                                                                 | +2:41                                                                                                 |

## Závod štafet (Relay)
| Zkrácené výsledky                                            | Zkrácené výsledky                                                            | Zkrácené výsledky                                            | Zkrácené výsledky                                            | Zkrácené výsledky                                            | Zkrácené výsledky                                                                 | Zkrácené výsledky                                            | Zkrácené výsledky                                            |
| Muži                                                         | Muži                                                                         | Muži                                                         | Muži                                                         | Ženy                                                         | Ženy                                                                              | Ženy                                                         | Ženy                                                         |
| ------------------------------------------------------------ | ---------------------------------------------------------------------------- | ------------------------------------------------------------ | ------------------------------------------------------------ | ------------------------------------------------------------ | --------------------------------------------------------------------------------- | ------------------------------------------------------------ | ------------------------------------------------------------ |
| - Traťové parametry: - Mapa: 1 : 10 000, E = 5 m - 15 štafet | - Traťové parametry: - Mapa: 1 : 10 000, E = 5 m - 15 štafet                 | - Traťové parametry: - Mapa: 1 : 10 000, E = 5 m - 15 štafet | - Traťové parametry: - Mapa: 1 : 10 000, E = 5 m - 15 štafet | - Traťové parametry: - Mapa: 1 : 10 000, E = 5 m - 13 štafet | - Traťové parametry: - Mapa: 1 : 10 000, E = 5 m - 13 štafet                      | - Traťové parametry: - Mapa: 1 : 10 000, E = 5 m - 13 štafet | - Traťové parametry: - Mapa: 1 : 10 000, E = 5 m - 13 štafet |
| Umístění                                                     | Jméno                                                                        | Čas                                                          | Ztráta                                                       | Umístění                                                     | Jméno                                                                             | Čas                                                          | Ztráta                                                       |
| Zlatá medaile                                                | Francie Jean-Baptiste Bourrin Rémi Gueorgiou Damien Renard Thierry Gueorgiou | 3:11:49                                                      |                                                              | Zlatá medaile                                                | Spojené království Rachael Elder Helen Bridle Sarah Rollins Hannah Wootton        | 3:14:28                                                      |                                                              |
| Stříbrná medaile                                             | Polsko Marciej Grabowski Marcin Richert Michal Parzewski Wojciech Dwojak     | 3:17:56                                                      | +6:07                                                        | Stříbrná medaile                                             | Švédsko Eva Elfving Jenny Eriksson Camilla Berglund Lena Eliasson                 | 3:15:48                                                      | +1:20                                                        |
| Bronzová medaile                                             | Finsko Janne Weckman Miika Hernelahti Kim Fagerudd Ilkka Leppavuori          | 3:20:02                                                      | +8:13                                                        | Bronzová medaile                                             | Česko Zuzana Macúchová Pavla Fialová Vendula Klechová Dana Brožková               | 3:19:26                                                      | +4:58                                                        |
| 4                                                            | Švýcarsko Marc Lauenstein David Schneider Donatus Schnyder Christian Ott     | 3:21:29                                                      | +9:40                                                        | 4                                                            | Německo Elisa Dresen Sieglinde Kundisch Luise Kaerger Karin Schmalfeld            | 3:20:02                                                      | +5:34                                                        |
| 5                                                            | Německo Ingo Horst Robert Dittmann Axel Fischer Peter Legat                  | 3:22:38                                                      | +10:49                                                       | 5                                                            | Finsko Anu Kopra Taru Ikaheimonen Bodil Holmström Karoliina Heiskanen             | 3:23:47                                                      | +9:19                                                        |
| 6                                                            | Švédsko Jan Troeng Peter Löfas Rikard Claesson Emil Wingstedt                | 3:22:57                                                      | +11:08                                                       | 6                                                            | Rusko Tatiana Strizhkova Lioudmila Krasnoiarova Ioulia Kotova Galina Ovsiannikova | 3:34:32                                                      | +20:04                                                       |

## Medailové pořadí podle zemí
Pořadí zúčastněných zemí podle získaných medailí v jednotlivých závodech mistrovství (tzv. olympijského hodnocení).
| Medailové pořadí podle zemí | Medailové pořadí podle zemí | Medailové pořadí podle zemí | Medailové pořadí podle zemí | Medailové pořadí podle zemí | Medailové pořadí podle zemí |
| Pořadí                      | Stát                        | Zlatá medaile               | Stříbrná medaile            | Bronzová medaile            | Celkem                      |
| --------------------------- | --------------------------- | --------------------------- | --------------------------- | --------------------------- | --------------------------- |
| 1                           | Francie                     | 2                           |                             |                             | 2                           |
| 2                           | Finsko                      | 1                           | 3                           | 1                           | 5                           |
| 3                           | Švédsko                     | 1                           | 1                           |                             | 2                           |
| 4                           | Spojené království          | 1                           |                             | 1                           | 2                           |
| 5                           | Slovensko                   | 1                           |                             |                             | 1                           |
| 6                           | Polsko                      |                             | 1                           |                             | 1                           |
| 6                           | Německo                     |                             | 1                           |                             | 1                           |
| 7                           | Česko                       |                             |                             | 2                           | 2                           |
| 8                           | Švýcarsko                   |                             |                             | 1                           | 1                           |
| 8                           | Norsko                      |                             |                             | 1                           | 1                           |

## Česká reprezentace na AMS
Česko reprezentovalo 5 mužů a 5 žen pod vedením trenérky Renaty Vlachové.
| Přehled umístění českých reprezentantů | Přehled umístění českých reprezentantů | Přehled umístění českých reprezentantů | Přehled umístění českých reprezentantů | Přehled umístění českých reprezentantů |
| Kategorie                              | Jméno                                  | Klasika                                | Krátká                                 | Štafety                                |
| -------------------------------------- | -------------------------------------- | -------------------------------------- | -------------------------------------- | -------------------------------------- |
| Ženy                                   | Dana Brožková                          | 47. místo                              | 5. místo                               | 3. místo                               |
| Ženy                                   | Pavla Fialová                          | 13. místo                              | 9. místo                               | 3. místo                               |
| Ženy                                   | Vendula Klechová                       | 16. místo                              | 3. místo                               | 3. místo                               |
| Ženy                                   | Zuzana Macúchová                       | 5. místo                               | X                                      | 3. místo                               |
| Ženy                                   | Zuzana Stehnová                        | 10. místo                              | 20. místo                              | X                                      |
| Muži                                   | Petr Losman                            | disk                                   | X                                      | 7. místo                               |
| Muži                                   | Jan Mrázek                             | 38. místo                              | X                                      | X                                      |
| Muži                                   | Michal Smola                           | 12. místo                              | 21. místo                              | 7. místo                               |
| Muži                                   | Jaromír Švihovský                      | 23. místo                              | X                                      | 7. místo                               |
| Muži                                   | Radek Ticháček                         | 18. místo                              | X                                      | 7. místo                               |